# Братья Чернецовы

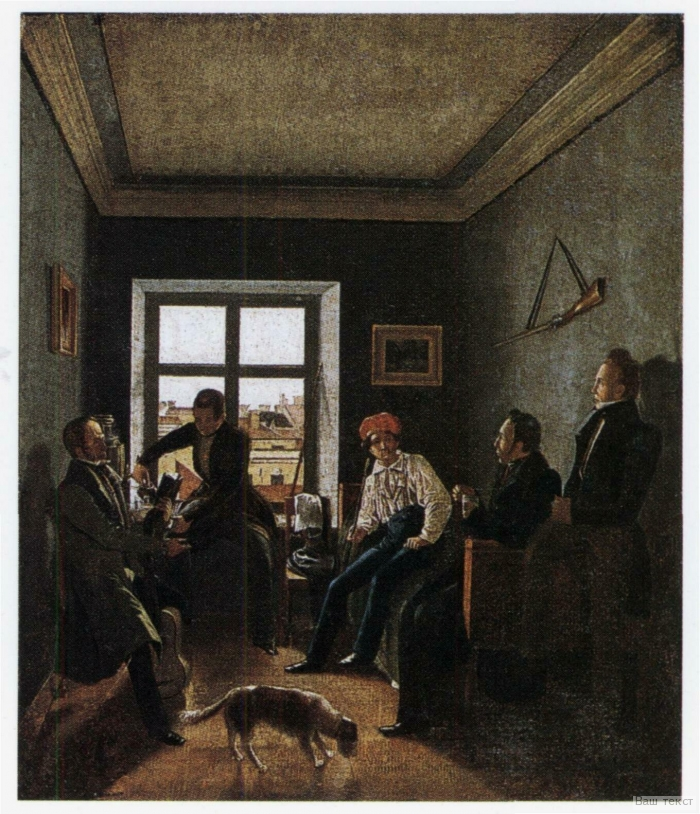
Евграф Крендовский.
«Семь часов вечера».
Слева-направо: П. П. Свиньин, Г. Г. Чернецов, Н. Г. Чернецов, В. П. Лангер и А. П. Сапожников.

Братья Чернецовы — известные русские художники XIX века:
- Григорий Григорьевич Чернецов (12 (24) ноября 1802, Лух — 8 (20) мая 1865, Санкт-Петербург)
- Никанор Григорьевич Чернецов (21 июня (2 июля) 1804, Лух — 11 (23) января 1879, Санкт-Петербург)

## Биография
Братья родились в городе Лух (Костромская губерния) в семье, отец которой Григорий Степанович был иконописцем и владельцем иконописной   мастерской. 
Переехали в Санкт-Петербург при содействии П. П. Свиньина, где обучались в Академии Художеств. Были в дружеских отношениях с А. С. Пушкиным. Украшением кабинета А. С. Пушкина был пейзаж кисти Никанора Чернецова «Дарьяльское ущелье» (1832). На полях рукописи «Путешествие Онегина» сохранился пушкинский набросок портрета Григория Чернецова.

## Известные работы

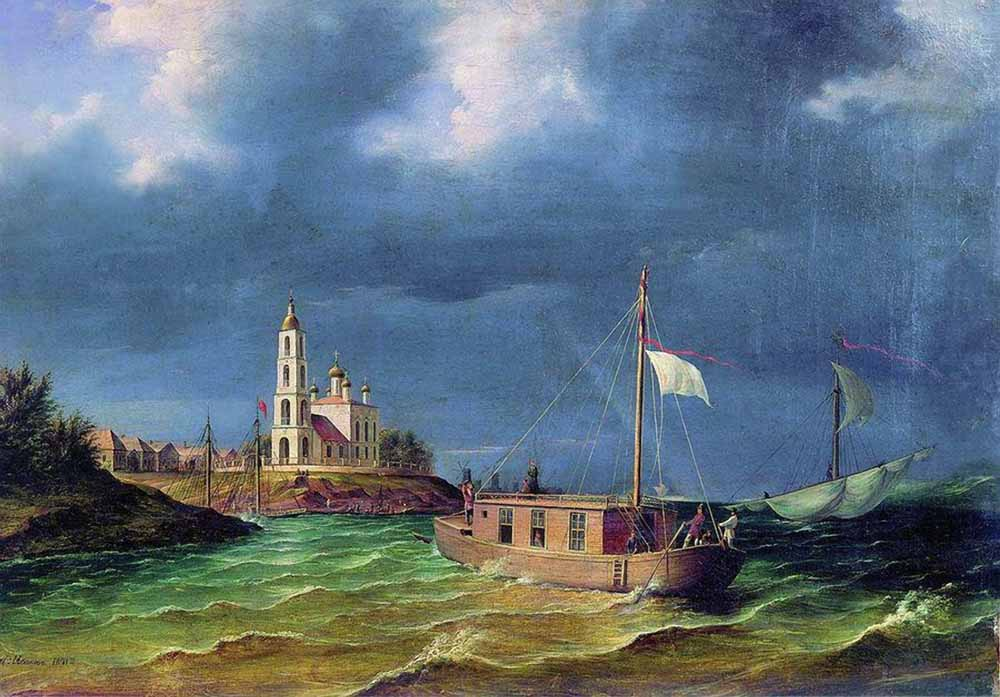
А. И. Иванов-Голубой. Барка братьев Чернецовых на Волге в Костромской губернии.

Помимо собственных произведений, братья отметились рядом совместных работ, самое масштабное из которых — это 746-метровая панорама берегов великой русской реки, названная авторами «Параллель берегов Волги». «Параллель берегов Волги» представляет собой ленту из 1982 листов ватманской бумаги, склеенных вместе. Один из братьев рисовал правый берег, другой в это же время — левый.

Живописное полотно, закрепленное на двух вертикальных цилиндрах, располагалось за окном помещения, имитирующего каюту. При перематывании картины с одного цилиндра на другой зрители наблюдали пейзажи волжских берегов. Художники Чернецовы представили панораму императору Николаю I, рассчитывая на вознаграждение и издание этой работы отдельным альбомом. Но их ожидания не оправдались. Панорама была отправлена в библиотеку Эрмитажа. Частая демонстрация сказалась на ее сохранности — к 1880-м годам от нее остались обрывки.— Народная газета. «Параллель берегов Волги» братьев Чернецовых. 22 июля 2015 г.

В 1880-х гг. уже говорили об ее (панорамы) обрывках, ныне она хранится в Российской национальной библиотеке в Санкт-Петербурге.— Чернецов Григорий Григорьевич. Чернецов Никанор Григорьевич.
В том путешествии, длившемся с 22 мая по 18 ноября 1838 года, принимал участие Антон Иванов, учившийся иконописи в мастерской их отца.